# Montecchio Emilia
Montecchio Emilia (Montè-c o Muntè-c in dialetto reggiano) è un comune italiano di 10 462 abitanti della provincia di Reggio Emilia in Emilia-Romagna. La città è capoluogo dell'Unione Val d'Enza. 

## Geografia fisica
Montecchio Emilia si trova alla base degli appennini, sul torrente Enza ed è un sito strategico in quanto è situato a metà tra Parma e Reggio Emilia e all'incrocio di numerose strade provinciali. È considerato il centro più importante della Val d'Enza, nonché il comune capodistretto dell'area occidentale della provincia di Reggio in quanto sede dell'ospedale, del polo scolastico superiore e del giudice di pace distrettuale. La zona industriale è fra le più importanti del comprensorio.

## Storia
Montecchio era anticamente chiamata Monticulum, per la natura del terreno sul quale è sorto il paese, formatosi con le colmate portate dalle alluvioni delle acque del torrente Enza che scendevano dall'Appennino. Sopra quelle alture sorsero le primordiali abitazioni di coloro che ritennero il luogo sicuro dalle acque e i terreni alluvionali molto fertili e atti alle coltivazioni agricole. Il territorio fu dapprima di dominazione etrusca e poi romana, epoca che oltre a una necropoli ha lasciato tracce in frammenti di utensili, vasi, monete, i resti di una lapide celebrativa di un'opera pubblica del I e II secolo, una crocetta pettorale laminata in oro che si cucivano sul vestito i primi cristiani sacerdoti o guerrieri nel V e VI secolo. Le testimonianze più antiche sono costituite da pugnali e asce di pietra tipiche del neolitico poi oggetti di bronzo. I reperti degli strati superiori mostrano una significativa evoluzione dal bronzo finale all'età del ferro. Nel mese di maggio 2012 è stata rinvenuta una tazza d'oro risalente ai secoli XVIII-XVII a.C. (età del bronzo), del peso di circa mezzo chilo, con probabile significato rituale. Sono in corso studi approfonditi.
Montecchio è nominata in parecchi documenti esistenti negli archivi di Reggio e Parma: uno di essi, un privilegio imperiale, porta la data dell'8 giugno 781. Montecchio medioevale con le sue fortificazioni (baluardi, bastioni e rocche) altamente difensive e offensive, ma anche per la sua posizione geografica e strategica, è stata poi per secoli ambita e contesa, passando con alterne vicende dal dominio della Chiesa a quello dei Visconti, dei Barbiano, degli Sforza, dei Gonzaga, dei Farnese, degli spagnoli, dei francesi, seguendo poi, in età moderna, le vicende del Ducato Estense. Alfonso d'Este, Signore di Montecchio dal 28-VIII-1533, ebbe il feudo eretto in Marchesato dall'Imperatore Ferdinando I il 13-X-1562, ottenendo il diritto di zecca, confermato da Massimiliano II il 5-II-1570. Montecchio aderisce 1796 alla Repubblica Cispadana e 1797 a quella Cisalpina, per entrare poi a fare parte dell'Italia unita, come Comune dal nome Montecchio Emilia per distinguerlo da altri Montecchio, per mezzo di un decreto del dittatore Farini il 27 dicembre 1859, data che coincide con il primo consiglio comunale montecchiese.
Il 26 giugno 2008 a Montecchio Emilia è stato attribuito il titolo di città.

## Monumenti e luoghi d'interesse

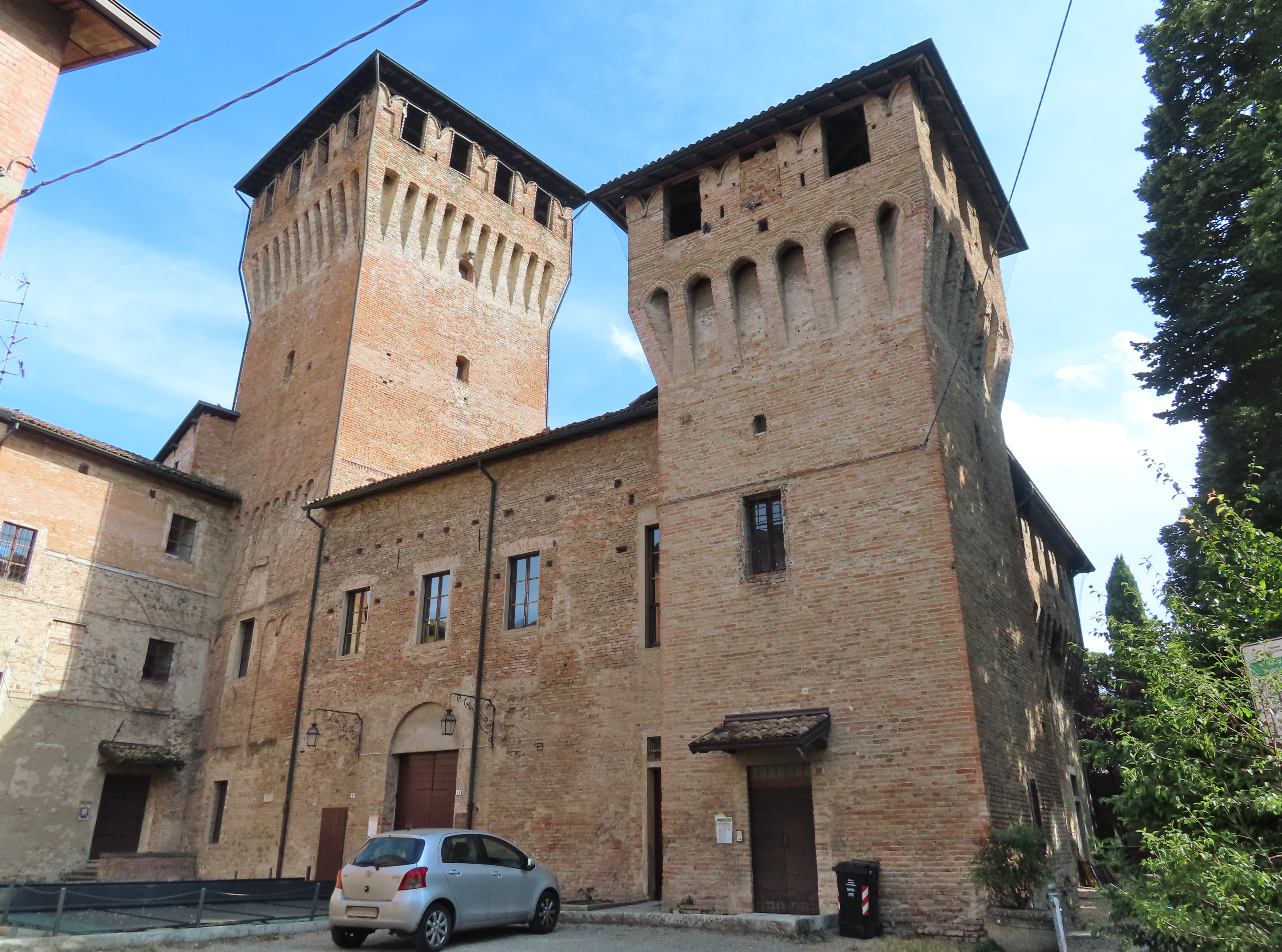
Castello

### Architetture religiose
- Chiesa di San Donnino
- Santuario della Beata Vergine dell'Olmo

### Architetture militari
- Castello di Montecchio Emilia

## Società

### Evoluzione demografica
Abitanti censiti

### Etnie e minoranze straniere
Al 31 dicembre 2024 la popolazione straniera era di 915 persone, pari all'8,72% della popolazione.

## Cultura

### Istruzione
Comprende varie scuole primarie, una scuola media, un istituto superiore (il "Silvio D'Arzo") e un ospedale chiamato "Ercole Franchini".

## Infrastrutture e trasporti
Fra il 1909 e il 1955 Montecchio costituiva il capolinea della diramazione Barco-Montecchio della ferrovia Reggio Emilia-Ciano d'Enza. L'antico fabbricato di stazione è ancora visibile a lato della provinciale per Reggio.
Nel 1901 fu inaugurata la tranvia Pilastrello-Montecchio, diramazione della linea Parma-Traversetolo, chiusa nel 1934; i due impianti, disposti sul medesimo asse, nel 1910 furono collegati nel 1940 mediante un binario di raccordo lungo 113,3 m.

## Amministrazione
Il comune s'impegna nel pubblicare un mensile chiamato, appunto, "Montecchio".
Di seguito è presentata una tabella relativa alle amministrazioni che si sono succedute in questo comune.
| Periodo         | Periodo        | Primo cittadino    | Partito                         | Carica  | Note   |
| --------------- | -------------- | ------------------ | ------------------------------- | ------- | ------ |
| 22 gennaio 1988 | 14 giugno 1999 | Iller Cavatorti    | PCI, PDS                        | Sindaco | [ 12 ] |
| 14 giugno 1999  | 8 giugno 2009  | Avde Iris Giglioli | centro-sinistra                 | Sindaco | [ 12 ] |
| 8 giugno 2009   | 27 maggio 2019 | Paolo Colli        | centro-sinistra                 | Sindaco | [ 12 ] |
| 27 maggio 2019  | in carica      | Fausto Torelli     | lista civica di centro sinistra | Sindaco |        |